# Eugen Ehmann (Fußballspieler)
Eugen Ehmann (* 14. Februar 1945; † 31. Mai 1995) war ein deutscher Fußballspieler. Für den Karlsruher SC absolvierte der Verteidiger von 1965 bis 1968 in der Fußball-Bundesliga 56 Spiele und erzielte dabei fünf Tore.

## Karriere
In der Saison 1964/65 gewann der 20-jährige Eugen Ehmann mit seinen Mannschaftskameraden der KSC-Amateurelf in der 1. Amateurliga Nordbaden die Meisterschaft. Zur Runde 1965/66 wurde er neben weiteren Mitspielern von den Amateuren zu den Lizenzspielern des badischen Bundesligisten übernommen. Da mit Heinz Crawatzo (FC Schalke 04), Arthur Dobat (VfB Oldenburg), Helmut Kafka (Arminia Hannover) und Walter Rauh vom FC Winterthur aber vier Spieler mit Erfahrung aus dem Vertrags- beziehungsweise Lizenzspielerbereich an den Karlsruher Adenauerring geholt worden waren, waren die Chancen für die einheimischen Talente überschaubar. Sie sollten lernen, sich entwickeln und dann ihre Chance bekommen. Bei Eugen Ehmann, dem offensivfreudigen rechten Außenverteidiger mit großer Schusskraft, dauerte dies bis zum letzten Spieltag in seiner ersten Bundesligasaison. Am 28. Mai 1966 debütierte er beim Auswärtsspiel des KSC gegen Borussia Neunkirchen in der Bundesliga. Trainer Werner Roth, der vormalige langjährige Oberligaspieler hatte Helmut Schneider im Oktober 1965 als KSC-Trainer abgelöst, brachte den jungen Verteidiger bei der 0:1-Niederlage im Ellenfeldstadion erstmals zum Einsatz. Siegfried Kessler stand im Tor und Ehmann, Rauh, Jupp Marx und Kafka bildeten die Defensive der Karlsruher. Die Blau-Weißen aus dem Wildparkstadion belegten den 16. Rang und konnten knapp vor Neunkirchen und dem abgeschlagenen Schlusslicht SC Tasmania 1900 Berlin die Klasse halten.
Bei seiner zweiten Bundesligarunde, 1966/67, gehörte er ab dem sechsten Spieltag, den 24. September 1966, der Stammbesetzung des KSC an. Fahrt nahm die Elf aus Nordbaden aber erst nach dem Trainerwechsel von Roth zu Paul Frantz ab dem 2. November 1966 auf. Unter dem „Fußball-Professor“ aus Straßburg holte der KSC bis Rundenende noch 25:21 Punkte und belegte mit 54:62 Toren und 31:37 Punkten den 13. Rang. Ehmann hatte 26 Spiele absolviert und am 34. Spieltag, beim 3:1-Auswärtserfolg in Schalke, auch noch sein erstes Bundesligator erzielt. Die stabile Defensive in dieser erfolgreichen Phase bestand aus Torhüter Kessler, dem offensiven Außenverteidigerpaar Ehmann und Kafka, sowie der souveränen Innenverteidigung mit Kapitän Marx und dem kopfballstarken Neuzugang Jürgen Weidlandt. Der Neuzugang aus Köln, Christian Müller, bewies auch in Karlsruhe mit 17 Treffern seine Torjägerqualitäten. Der Ballkünstler Dragoslav Šekularac hatte nach 17 Einsätzen mit zwei Toren im Winter seine Aktivität beim KSC beendet. Ehmann entwickelte sich in dieser Saison im heimischen Wildparkstadion zu einem Kultspieler. Setzte er zu einem seiner spektakulären Alleingänge an der rechten Außenbahn an, war höchste Gefahr für die Gastmannschaften angesagt. Er schloss gerne mit einem harten Schuss ab, oder suchte in vollem Tempo im gegnerischen Strafraum den Körperkontakt mit dem Gegner und verhalf so Horst Wild, zu mehr als einem verwandelten Foulelfmeter. Langgezogene „Schlappe, Schlappe“-Rufe begleiteten von den Rängen seine oftmaligen Offensivausflüge. Das Verteidigerpaar Ehmann – Kafka gehörte zu den Aktivposten des KSC und brachte eindeutig die Qualität für die Bundesliga mit.
In der Saison 1967/68 konnte Ehmann seine persönliche Bilanz zwar auf 29 Spiele mit vier Toren ausbauen, aber die Leistung der KSC-Elf verschlechterte sich. In der Abwehr fiel sein Partner Helmut Kafka durch Verletzung aus, im Tor wurde zwischen Kessler und dem jungen Neuzugang Jürgen Rynio gewechselt und im Angriff konnte Torjäger Müller wegen Kniebeschwerden nicht mehr seine Torquote des Vorjahres wiederholen. Zur schwachen KSC-Leistung trug daneben auch der Tausch im Mittelfeld durch den Weggang des Eigengewächs Horst Wild zum MSV Duisburg und der Rückkehr von Günter Herrmann aus Schalke bei. Der Edeltechniker konnte das Spiel im Mittelfeld nicht wie erhofft dirigieren, der französische Flügelstürmer Gérard Hausser war torungefährlich und die sportliche Talfahrt führte dazu, dass Paul Frantz bereits am 25. Oktober 1967 durch Georg Gawliczek ersetzt wurde. Aber auch der ehemalige Herberger-Assistent erlebte das Rundenende nicht im Wildpark, ab dem 10. Februar 1968 war Altnationalspieler Bernhard Termath als dritter Trainer in Karlsruhe im Amt. Dem Zusammenhalt und der Leistung der Mannschaft tat dies nicht gut, der KSC schloss die Runde mit 17:51 Punkten auf dem 18. Tabellenrang ab und stieg in die Regionalliga Süd ab. „Schlappe“ Ehmann hatte sein erstes Tor am 2. September 1967 bei der 1:2-Auswärtsniederlage bei Alemannia Aachen erzielt. Nach schönem Solo hatte er in der 70. Minute mit einem 25-Meter-Schuss den zwischenzeitlichen 1:1-Ausgleichstreffer erzielt. Bei der 2:3-Niederlage am 30. September 1967 bei Borussia Neunkirchen zeichnete er sich als zweifacher Torschütze aus. Sein viertes Tor gelang dem dynamischen Offensivverteidiger beim 2:1-Heimsieg am 14. Oktober 1967 gegen den Hamburger SV. Er schloss einen Alleingang in der 80. Minute mit dem Siegtreffer ab. Sein letztes Bundesligaspiel bestritt Ehmann am 25. Mai 1968, als sich der KSC mit einem 1:1-Remis beim 1. FC Kaiserslautern aus der Bundesliga verabschiedete. Torhüter Kessler und die Verteidiger Ehmann, Marx, Weidlandt und David Scheu bildeten dabei die Defensive.
Der 23-jährige Leistungsträger blieb im Sommer 1968 bei den Karlsruhern und ging mit in die Zweitklassigkeit der Fußball-Regionalliga Süd. Unter dem neuen Trainer Kurt Baluses konnte der KSC zwar auf Anhieb die Meisterschaft 1969 erringen, aber in der Aufstiegsrunde setzte sich souverän Rot-Weiss Essen durch. Als die Badener 1970 als Süd-Vizemeister hinter dem späteren Meister, Aufsteiger und DFB-Pokalsieger Kickers Offenbach erneut in der Aufstiegsrunde vertreten waren, spielten sie dagegen ernsthaft um den Aufstieg mit. Ehmann – er hatte in der Regionalliga alle 38 Ligaspiele bestritten und dabei vier Tore erzielt – gehörte in allen acht Gruppenspielen der KSC-Elf an, die mit einem Punkt Rückstand zu Arminia Bielefeld knapp den Aufstieg verpasste. In Karlsruhe setzte sich der KSC mit einem 1:0-Sieg gegen Bielefeld durch. Die Defensive war mit Rudi Wimmer (Torhüter), Ehmann, Weidlandt, Friedhelm Groppe und Günther Fuchs besetzt. 1971, bei der dritten Aufstiegsrundenteilnahme, war wiederum eine Mannschaft aus dem Westen, der VfL Bochum, zu stark. Ehmanns letzte Regionalligasaison brachte 1971/72 für den KSC lediglich den fünften Platz ein. Überraschend für Fans und Verein, beendete der beliebte Spieler bereits im Sommer 1972 seine Laufbahn im Profibereich. Er wird beim Karlsruher SC mit insgesamt 213 Pflichteinsätzen und 19 Toren geführt.
Er ging in das Amateurlager zurück und spielte noch Jahre beim VfB Bruchsal (heute 1. FC Bruchsal) und dem FV Neuthard im nordbadischen Fußballkreis Bruchsal.
Mit der Auswahl des Badischen Fußball-Verbandes gewann er 1973 den Länderpokal.